# Epimene
Epimene (Ionia, V secolo a.C. – Ionia, V secolo a.C.) è stato un incisore greco antico, specializzato nella incisione di gemme.

## Biografia
Fu attivo nella Ionia agli inizi del V secolo a.C.
La sua firma si legge su una calcedonia-scaraboide della collezione Tyszkiewicz, raffigurante un efebo nudo che doma un cavallo dalla ricca bardatura.
Il soggetto non è inconsueto nella glittica del tempo, ma nella pietra di Epimene si osserva una rara capacità di osservazione e una vivissima energia di esecuzione plastica congiunte ad un non comune senso della composizione.

## Opere
- Calcedonia-scaraboide della collezione Tyszkiewicz.